# Chott el Djerid
Chott el Djerid är en saltsjö i Tunisien, 120 km väster om staden Gabès, med en yta på cirka 4 900 km². Sjöns yta ligger under havsnivån. Vid sjön bryts fosfat. De viktigaste oasstäderna kring sjön är Tozeur och Nafta.